# Мейкенешть
Мейкенешть, Мейкенешті (рум. Măicănești) — село у повіті Вранча в Румунії. Адміністративний центр комуни Мейкенешть.
Село розташоване на відстані 161 км на північний схід від Бухареста, 32 км на південний схід від Фокшан, 42 км на захід від Галаца, 147 км на схід від Брашова.

## Населення
За даними перепису населення 2002 року у селі проживала 1251 особа. Рідною мовою 1250 осіб (99,9%) назвали румунську.
Національний склад населення села:
| Національність | Кількість осіб | Відсоток |
| -------------- | -------------- | -------- |
| румуни         | 1147           | 91,7%    |
| цигани         | 103            | 8,2%     |